# Svenja Schlicht
Svenja Schlicht (Neumünster, 29 giugno 1967) è un'ex nuotatrice tedesca occidentale.

## Carriera
Ha fatto parte della staffetta che ha vinto la medaglia d'argento nella 4x100m misti alle Olimpiadi di Los Angeles 1984.

## Palmarès
- Giochi olimpici

Los Angeles 1984: argento nella 4x100m misti.